# Kawésqar
Els kawesqar o kawashkar o alacalufes són un poble indígena de Xile que habitava la part sud, des del golf de Penas fins a l'estret de Magallanes; va restar en aquestos territoris durant sis mil anys, i els seus escassos descendents encara hi resten, però estan en vies d'extinció doncs menys de tres mil persones declaraven pertànyer a l'ètnia el 2002 però el 2006 només es van identificar 15 persones de sang plenament kawésqar i posteriorment alguns han mort. La seva llengua també anomenada kawésqar, és una llengua aïllada; kawésqar vol dir "persona" o "esser humà", i és el nom que ells mateixos es donen, però els castellans i criolls es van anomenar alacalufes.
Disposen d'una bandera nacional que és diagonal ascendent dividida, amb la part del pal blava amb un sol (tipus asterisc) groc al cantó, i al vol verda amb una figura feta amb punts rodons grocs que és com un pal i dues fletxes; les dues parts estan dividides per la meitat per una franja blanca no molt ample que és ondulada com si fos un riu.